# Sobradiel
Sobradiel község Spanyolországban,  Zaragoza tartományban. Sobradiel Zaragoza, La Joyosa, Torres de Berrellén és Utebo községekkel határos. Lakosainak száma 1127 fő (2024).

## Népesség
A település népessége az utóbbi években az alábbiak szerint változott:
| Lakosok száma | 646  | 752  | 903  | 967  | 1029 | 1083 | 1074 | 1096 | 1143 | 1127 |
|               | 2001 | 2004 | 2007 | 2009 | 2012 | 2014 | 2017 | 2019 | 2022 | 2024 |